# Waffensystemunterstützungszentrum 2
Das Waffensystemunterstützungszentrum 2 (WaSysUstgZ 2) ist ein am 1. Januar 2013 aufgestellter Verband der Einsatzlogistik der Luftwaffe. Er ist seit dem 1. Juli 2015 dem Luftwaffentruppenkommando unterstellt und nimmt zusammen mit dem Waffensystemunterstützungszentrum 1 die logistische und Systembetreuungs-Aufgaben im Rahmen der Materialverantwortung des Inspekteurs der Luftwaffe wahr.

## Geschichte
Das Waffensystemunterstützungszentrum 2 wurde im Rahmen eines militärischen Appells in Penzing (Fliegerhorst Landsberg/Lech) am 12. Dezember 2012 mit Wirkung zum 1. Januar 2013 aufgestellt. Gleichzeitig wurde das Luftwaffeninstandhaltungsregiment 2 (LwInsthRgt 2), in dessen Tradition die neue Einheit fortgeführt wird, zum 31. Dezember 2012 aufgelöst.
Auf dem Fliegerhorst Jever wurde am 26. September 2013 der Flugbetrieb eingestellt und die Entwidmung des Fliegerhorstes beantragt. Die Fliegerhorststaffel Jever (FlgHStff Jever) der Luftwaffeninstandhaltungsgruppe 21 (LwInsthGrp 21) wurde zum Ende September 2013 aufgelöst.
Im Rahmen der Neuausrichtung der Bundeswehr wurden am 28. März 2014 mehrere Einheiten aufgelöst und zum großen Teil unter neuem Namen, mit Wirkung zum 1. April 2014 neu aufgestellt.
Am 18. September 2018 wurde die Fliegerhorststaffel Diepholz aufgelöst und als Luftwaffenunterstützungsstaffel Diepholz neu aufgestellt. Das Systemzentrum 21 wurde ebenfalls aufgelöst und als Abgesetzte Instandhaltungsstaffel Hubschraubergeschwader 64 (AbgInsthStff HSG 64 Diepholz) neu aufgestellt. Die Instandsetzer des mittleren Transporthubschraubers CH-53 sind somit jetzt nicht mehr dem Waffensystemunterstützungszentrum 2 unterstellt.

## Dienststellen und Einheiten
- Stab WaSysUstgZ 2; Diepholz (Fliegerhorst Diepholz); Verlegung nach Schönewalde (Fliegerhorst Holzdorf) geplant.
  - Luftwaffenunterstützungsstaffel Diepholz
- Systemzentren
  - Systemzentrum 23 (SysZ 23); Instandhaltung Flugabwehrraketensysteme (FlaRak); in Wunstorf (Fliegerhorst Wunstorf)
  - Systemzentrum 24 (SysZ 24); Instandhaltung von bodengebundenen Radargeräte und Kommunikationssystemen; in Trollenhagen (Fliegerhorst Trollenhagen); Verlegung geplant nach Rostock / Laage (Flughafen Rostock-Laage)
  - Air and Space Software Center (ASSC); Software-Pflege & -Änderung für die  Flugführungsdienste der Luftwaffe (FüDstLw) sowie die Dimension Weltraum[4]; in Erndtebrück (Hachenberg-Kaserne)
  - Systemzentrum 26 (SysZ 26); Support Center Airbus A400M; Wunstorf (Fliegerhorst Wunstorf)
- Waffensystemunterstützungsteams
  - Waffensystemunterstützungsteam Flugabwehrraketen (WaSysUstgT FlaRak)
  - Waffensystemunterstützungsteam Luftverkehrstechnische Anlagen (WaSysUstgT LuftVTechnA)
  - Waffensystemunterstützungsteam Transport- und Sonderluftfahrzeuge (WaSysUstgT TrspSdLfz)

## Kommandeure
| Name                    | von                | bis                |
| ----------------------- | ------------------ | ------------------ |
| Oberst Stephan Knobloch | 1. Januar 2013     | 25. September 2014 |
| Oberst Olaf Stöcker     | 25. September 2014 | 12. April 2018     |
| Oberst Stephan Kramer   | 12. April 2018     | 10. Oktober 2018   |
| Oberst Jörg A. Tönges   | 10. Oktober 2018   | 6. Oktober 2022    |
| Oberst Volker Benz      | 6. Oktober 2022    |                    |